# Piazza Ventisette Ottobre
Piazza Ventisette Ottobre, comunemente chiamata Piazza Barche, è uno spazio urbano presente a Mestre, Venezia. Attualmente si presenta come una grande rotonda automobilistica alberata. Gli edifici al bordo della piazza sono per lo più sedi bancarie. In passato questa piazza invece era il centro economico di Mestre. Possedeva un canale (Canal Salso) che permetteva lo scambio commerciale con Venezia.

## Storia

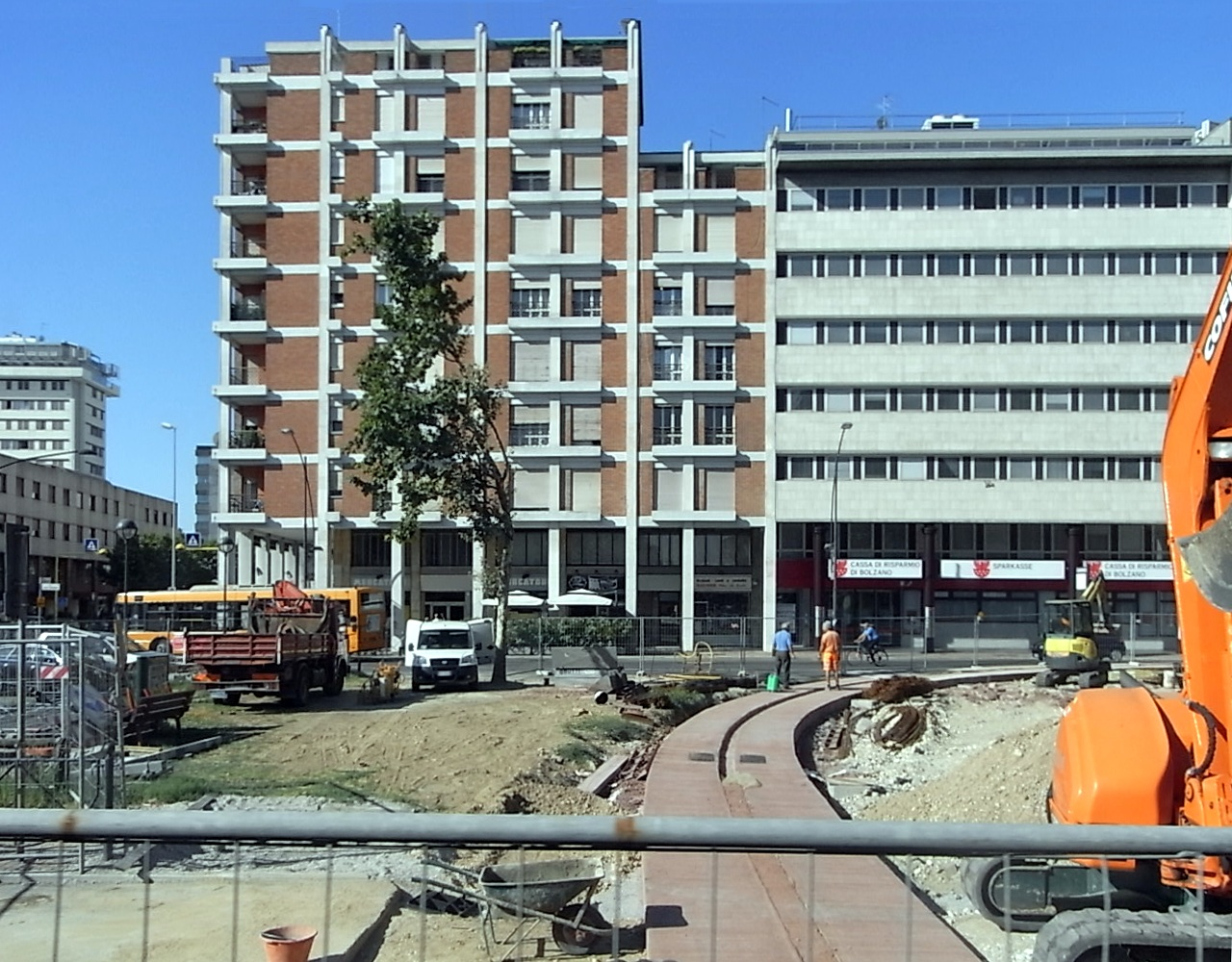
Piazza XXVII Ottobre durante la realizzazione della nuova tramvia Translohr

Dopo il 1600 trasformazioni politiche ed economiche portano Mestre a spostare il suo centro politico ed economico fuori dal perimetro del Castello di Mestre (il secondo, Castelnuovo, costruito un po' più ad est del precedente) verso Piazza Ferretto e Piazza Barche.
L'economia di Mestre sarà fortemente legata a Piazza Barche fino all'Ottocento.

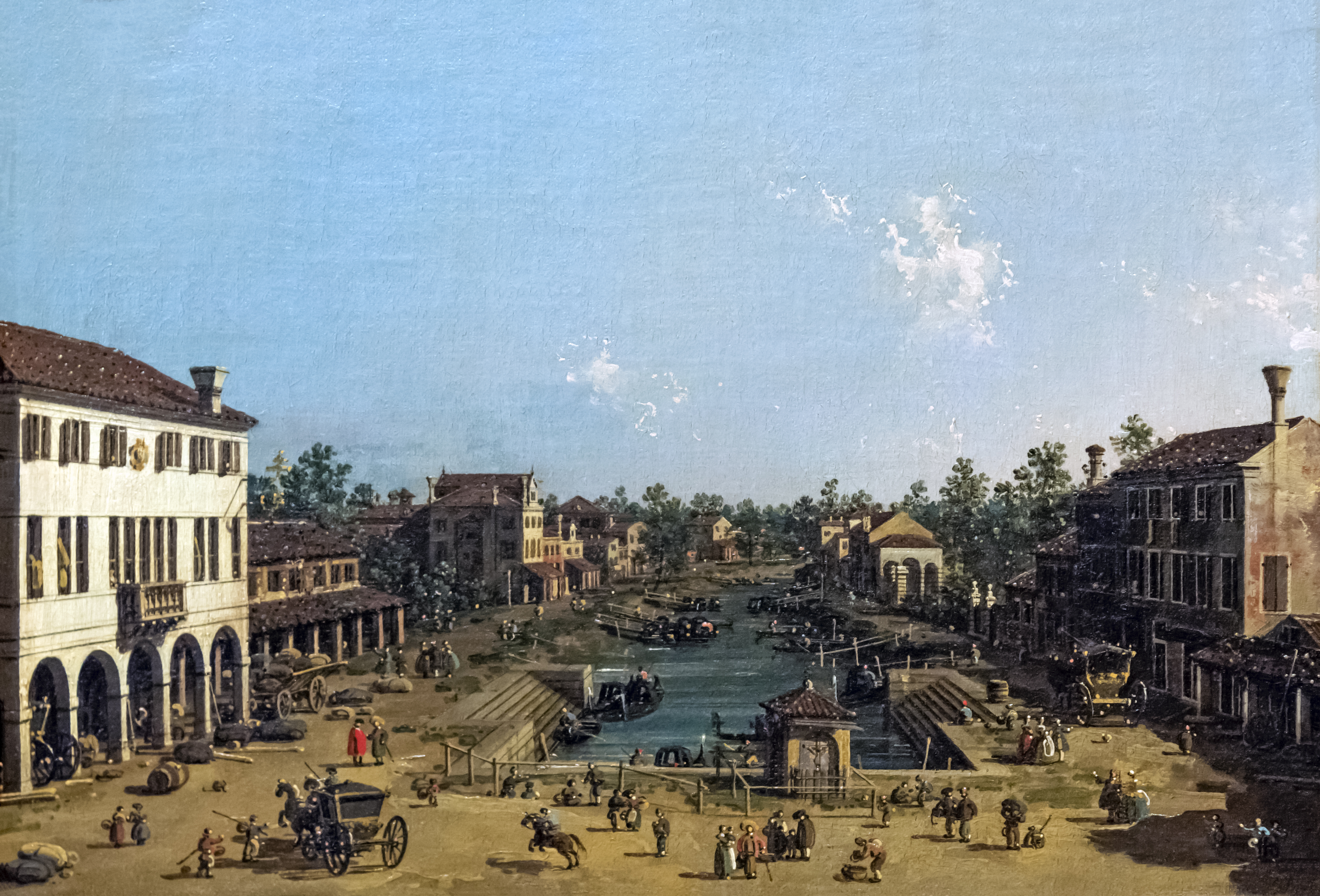
"Mestre alle Barche" di Giovanni Antonio Canal, detto Canaletto (Venezia 1697-1768). Dipinto di metà Settecento.

Nel XVIII secolo Mestre diviene luogo di villeggiatura dei nobili veneziani che animeranno la vita della piazza con la vita mondana; nelle vicinanze viene anche costruito il Teatro Balbi.
Nel 1807 Mestre viene staccata dalle dipendenze di Treviso, per la seconda volta, e posta sotto controllo di Venezia; questo aumenta l'importanza del Canal Salso.
Nella prima metà dell'Ottocento la piazza prese importanza come stazione postale dopo che i francesi nel 1813 avevano istituito la posta d'acqua tra Venezia e Mestre.
Nel nord della piazza venne istituita anche la Dogana, mentre sulla sponda sinistra viene costruita una cavana per le barche del servizio d'ordine.
La piazza rimane legata al trasporto con Venezia per tutto il suo periodo florido, risentendo dei blocchi militari ottocenteschi e degli assedi alla città d'acqua.
La decadenza di Piazza Barche inizia nel 1846 con la costruzione del ponte ferroviario tra Venezia e Mestre. 
L'abbandono del Canal Salso come luogo di scambio con la città lagunare continua nel 1891 con l'attivazione del trasporto tranviario tra le due città e infine nel 1933 con la costruzione del ponte automobilistico, inaugurato dal Duce e dal Re d'Italia.
Persa la sua importanza strategica nei primi del 900, la ditta di Giuseppe Franchini interrerà la parte finale del Canal Salso.
In testa al canale originariamente c'era un capitello ma nel 1872 venne sostituito da una colonna che celebrava la Mestre laica e risorgimentale, inaugurata nel 1886.
Nel 1912 venne inaugurata anche una grande vasca circolare, accanto alla colonna "della Sortita", che rimase lì fino al primo dopoguerra.
La colonna, dopo esser stata rimossa e assente per lungo tempo è ritornata al suo posto nel 2016 .
Negli ultimi anni, da più parti, sono apparse più volte proposte di ripristinare un collegamento acqueo pubblico con Venezia a partire dall'attuale punto di arrivo del canal Salso o, addirittura, con proposte di ripristinare il vecchio porto abbattendo l'isola alberata al centro della rotonda carraia della piazza.
Dall'altro lato esistono progetti per modificare le ultime tracce dell'architettura e della topografia venutasi a creare grazie all'indotto economico dei due secoli di permanenza del porto di Mestre, con nuove mirabolanti architetture